# Relevancia
A relevancia latin szó jelentése: fontosság, jelentőség, jelentékenység.
Miközben a relevancia fogalma a hétköznapi „releváns” formában leginkább a fontos, lényeges jelentéssel rendelkezik, elméleti használata ennél valamivel szűkebb. Rendszerint ha valami releváns, akkor az valamihez releváns, vagy a megértéshez, vagy a magyarázathoz. Így a relevancia kifejezést arra használják, hogy leírják valamilyen információ mennyire helyénvaló, mennyire kapcsolódik, illetve mennyire alkalmazható egy adott kérdésben.
A releváns szó leggyakoribb jelentése: a tárgyhoz tartozó vagy kapcsolódó dolog, röviden: idevágó.
Jelenthet még fontos, lényeges dolgot, mint például jogi környezetben releváns bizonyíték a perdöntő. Másképpen magyarázva ha 100 szemtanú látta ugyanazt az esetet és a bírósági tárgyaláson mindannyian nagyjából ugyanazt mondanák el, úgy vallomásuk egyformán releváns, de fölösleges lenne mindegyiküket meghallgatni. Gyakran használt még a szó ellentéte, az irreleváns.
A releváns szó tagadó formája az irreleváns; jelentése: nem a tárgyhoz tartozó (nem idevágó), jelentéktelen, lényegtelen, nem helytálló, vagyis nem kell számolni vele.
relevál = Beszéd közben kiemel valamit, vagy fontosságot tulajdonít valaminek.

## Releváns logika
A releváns logika a nem klasszikus logika egyik irányzata, amelyben a klasszikus logika sémáin kívül bevezetik a → jelet is. Ha A és B egy-egy állítás, úgy az A→B értelme, hogy A-ból relevánsan következik B. A relevancia ebben az értelemben azt jelenti, hogy A-nak és B-nek logikai kapcsolatban kell állnia egymással.

## Kiegészítő irodalom
- Grice, H. P., 2001. A társalgás logikája. In: Pléh-Síklaki-Terestyéni (szerk.), Nyelv – Kommunikáció – Cselekvés. Budapest: Osiris

- Hempel, C. G., 1999. Tanulmányok a konfirmáció logikájáról. In: Forrai G. - Szegedi P. (szerk.), Tudományfilozófia: Szöveggyűjtemény. Budapest: Áron

- Reboul, A. – Moeschler, J., 2000. A társalgás cselei. Budapest: Osiris

- Ruzsa I., 1984: Klasszikus, modális és intenzionális logika.

- Ruzsa I. – Máté A., 1997. Bevezetés a modern logikába. Budapest: Osiris

- Eszes, Boldizsár, Tőzsér János. „Átvitt értelem – a metafora szerepe a kommunikációban” (pdf). Világosság 2007 (6).

- Pólya, Tamás. „Sikertelenség és koherencia a nyelvi kommunikációban” (magyar nyelven). Magyar Tudomány 2004 (8), 856. o. [2010. március 5-i dátummal az eredetiből archiválva]. (Hozzáférés: 2010. március 21.)

- Sperber, D. – Wilson, D., 1986., 1995. Relevance. Communication and Relevance. Oxford: Blackwell

- Szövegbányászat, Tikk Domokos (Szerk.) (magyar nyelven), Typotex Kft. ISBN 9639664456 ISBN 9789639664456

- Gorayska B. & R. O. Lindsay (1993). The Roots of Relevance. Journal of Pragmatics 19, 301–323. Los Alamitos: IEEE Computer Society Press. (angolul)

- Hjørland, Birger (2010). The foundation of the concept of relevance. Journal of the American Society for Information Science and Technology, 61(2), 217-237. (angolul)

- Hjørland, Birger & Sejer Christensen, F. (2002). Work tasks and socio-cognitive relevance. A specific Example. Journal of the American Society for Information Science and Technology, 53(11), 960–965. (angolul)

- Hjørland, Birger (2000). Relevance Research: The Missing Perspectives: "Non-relevance" and "Epistemological Relevance". Journal of the American Society for Information Science, 51(2), 209–211. (Letter to the Editor). (angolul)

- Lindsay, R. & Gorayska, B. (2002) Relevance, Goals and Cognitive Technology. International Journal of Cognitive Technology, 1, (2), 187–232 (angolul)

- Sperber, D. & D. Wilson (1986/1995) Relevance: Communication and Cognition. 2nd edition. Oxford: Blackwell. (angolul)

- Sperber, D. & D. Wilson (1987). Précis of Relevance: Communication and Cognition. Behavioral and Brain Science, 10, 697–754.  (franciául)

- Relevance : communication and cognition. by Dan Sperber; Deirdre Wilson. 2nd ed. Oxford; Cambridge, MA: Blackwell Publishers, 2001. ISBN 9780631198789 (angolul)

- Zhang, X, H. (1993). A Goal-Based Relevance Model and its Application to Intelligent Systems. Ph.D. Thesis, Oxford Brookes University, Department of Mathematics and Computer Science, October, 1993. (angolul)

- Saracevic, T. (2007). Relevance: A review of the literature and a framework for thinking on the notion in information science. Part II: nature and manifestations of relevance. Journal of the American Society for Information Science and Technology, 58(3), 1915-1933. (pdf)

- Saracevic, T. (2007). Relevance: A review of the literature and a framework for thinking on the notion in information science. Part III: Behavior and effects of relevance. Journal of the American Society for Information Science and Technology, 58(13), 2126-2144. (pdf)

## További kiegészítések
- Babarczy, Anna (2005). „Szemantika - Relevancia elmélet - Sperber & Wilson 1986, 1995”. [2013. május 25-i dátummal az eredetiből archiválva]. (Hozzáférés: 2010. március 21.) (előadás)

- Saracevic, T. (2007). Relevance in information science. Invited Annual Thomson Scientific Lazerow Memorial Lecture at School of Information Sciences, University of Tennessee. September 19, 2007. (video)